# Toonladder

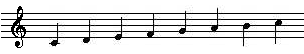
De toonladder van C-majeur in muzieknotatie

Een toonladder is een opeenvolging van in toonhoogte stijgende of dalende tonen, meestal bestaande uit de diatonische tonen van een octaaf. Een toonladder vormt het basismateriaal van een muziekstuk. Sommige toonladders, bijvoorbeeld de melodische mineurladder, bestaan stijgend uit iets andere tonen dan dalend.
Een toonladder kan ook gedefinieerd worden als een opeenvolging van bepaalde intervallen ofwel toonafstanden. Toonladders worden in de Westerse muziektheorie veelvuldig toegepast en bestudeerd, maar ook bijvoorbeeld de Arabische moqqaam, de Turkse makam en de Indiase thaat maken gebruik van toonladders. De meeste toonladders hebben dezelfde structuur in elk voorkomend octaaf. Er bestaan echter toonstelsels waarin de structuur voor verschillende octaven anders is. Voorbeelden: moderne composities, alsmede enkele niet-westerse (al dan niet microtonale) stelsels.

## Toonstelsel en toonladder
Een toonladder is een geordende selectie tonen uit een toonstelsel, soms ook wel de limiet genoemd. De termen overlappen elkaar nogal en kunnen dan beide gebruikt worden. Men spreekt echter bij de constructie van muziekinstrumenten van toonstelselverdelingen (op de hals van een gitaar bijvoorbeeld) en bij muziek eerder van een toonladder.
De term ladder (Grieks: skala, trap, ladder) is mogelijk afgeleid van het beeld dat de notatie van de muzieknoten van een toonladder op een notenbalk oproept. Een andere verklaring is dat het Griekse woord skala staat voor verdeling. Het woord toonschaal komt om die reden tevens voor, maar juister is het om te spreken van toonladder, of, in het geval van het (rekenkundige) systeem, van toonstelsel.
In de muziekwetenschap maakt men meestal onderscheid tussen ladder en reeks: als de opeenvolging geen duidelijk tonaal centrum heeft, spreekt men bij voorkeur van reeks.

## Harmonieleer
Met een gegeven toonladder wordt de toonsoort/toonaard van een (tonaal) muziekstuk vastgelegd. De tonen van de toonladder zijn het toonmateriaal waaruit overwegend de tonen van het muziekstuk bestaan. De laagste toon van de toonladder, de grondtoon of tonica is het tooncentrum van het muziekstuk. Het is deze toon, of het akkoord op deze toon, waarmee gewoonlijk het muziekstuk eindigt. In sommige gevallen waarin niet de tonica de laatste toon is, zal de luisteraar toch de verwachting hebben dat deze toon nog moet klinken. Naast de tonica vinden we in een toonladder vaak de dominant en de leidtoon die elk een specifieke functie in de toonsoort hebben. Voor de twee belangrijkste toonsoorten in de huidige muziekpraktijk, majeur en mineur, is ook de derde toon, de terts t.o.v. de grondtoon een belangrijke toon. Het is deze terts die als grote of kleine terts bepaalt of de toonsoort majeur, dan wel mineur is.

## Alteratie
Wanneer in een muziekstuk een incidentele toon met een kleine secunde wordt verhoogd of verlaagd, spreekt men van een alteratie. Door middel van een alteratie kan de sfeer worden beïnvloed, een nieuw tooncentrum worden bereikt, nadruk op een harmonie worden gelegd of een modulatie worden voorbereid. Bij een modulatie 'verspringt' het stuk feitelijk van de ene toonladder naar een andere, bijvoorbeeld door de fis in de ladder c-d-e-f-g-a-b-(c) in te voegen op de plek van de f, ontstaat in feite de toonladder van g-groot: g-a-b-c-d-e-fis-(g). In feite bestaat de zigeunerladder uit een gealtereerde 'normale' majeur- of mineurladder. Hierdoor ontstaan in het geval van de zigeunerladder soms 'overmatige' secundes. Bijvoorbeeld c-d-es-fis-g-as-b-(c).

## Majeurladder
Het do-re-mi is in het westen de bekendste vorm van een toonladder, de majeur- of grote-tertstoonladder. Het woord majeur komt uit het Frans. In de geschreven taal gebruikt men voor de aanduiding van de toonaard van een bepaald werk gewoon een hoofdletter voor de grote-tertstoonladder en een kleine letter voor de kleine-tertstoonladder, eventueel met de bijkomende vermelding groot of klein. Bijvoorbeeld: Sonate in C groot.

## Rol van de terts
De traditionele westerse verdeling van het octaaf heeft twee veelgebruikte toonsoorten binnen het diatonische toongeslacht, die worden benoemd naar de derde toon van de ladder: de terts, mineur en majeur. Drie typen mineurladders (kleinetertstoonladders) worden bovendien genoemd volgens hun sext en septiem. Elke toon van het octaaf kan als grondtoon dienen, waarbij de voortekening varieert in een regelmatig patroon volgens de zgn. kwintencirkel. Er zijn dus 12 grote-tertstoonladders en 36 kleine-tertstoonladders.

## Intervallen
Bij het beschrijven van toonladders wordt veelal gebruikgemaakt van de benamingen van het interval ten opzichte van de grondtoon, per definitie de eerste toon of noot van de ladder en tevens de prime. In een traditionele westerse toonladder zijn alle 7 stamtonen vertegenwoordigd in de voorgeschreven volgorde. De achtste toon, het octaaf, is ook weer de grondtoon.
De toonladder die min of meer als standaard gezien wordt, is de grote-tertstoonladder, waarbij het interval tussen grondtoon en derde toon van de ladder een grote terts is. Als er zonder context gerefereerd wordt aan een toonladder, wordt bijna altijd die toonladder bedoeld. De acht tonen van de majeurladder, en hun hoedanigheid zijn:
1. de prime (rein)
2. de secunde (groot)
3. de terts (groot)
4. de kwart (rein)
5. de kwint (rein)
6. de sext (groot)
7. de septiem (groot)
8. het octaaf (rein)

## Benaming van de stamtonen

### Relatief
In het relatieve systeem worden de tonen van een toonladder aangeduid met de namen do, re, mi, fa, so(l), la, si (of ti), do, waarbij elke toonnaam niet aan een vaste toonhoogte gekoppeld is. Dit do-re-mi representeert de prototypische majeurladder, en kan op elke toonhoogte gezongen worden. De relatieve intervallen tussen de verschillende tonen blijven echter in alle gevallen gelijk, ongeacht de toonhoogte van de 'do'. Zo is bijvoorbeeld de afstand van 're' naar 'mi' altijd een grote secunde, maar de 're' kan elke willekeurige frequentie hebben in toonhoogte.

### Absoluut
In het absolute systeem is de toonhoogte altijd gerelateerd aan de benaming van de tonen van de toonladder door middel van de alfabetletters 'a' tot en met 'g'. Voorbeeld: de toonladder van D-groot: d, e, fis, g, a, b, cis, d. Bij een absolute toonladder is (wel afhankelijk van de stemming) aan de benaming van de tonen dus een "vaste" toonhoogte gekoppeld. In het voorbeeld van D-groot zouden we dus met het relatieve systeem nog steeds zeggen: do-re-mi-fa-sol-la-si-(do), waarbij dan de 'do' voor 'd' staat, de 're' voor 'e', de 'mi' voor 'fis', etc.
In sommige landen, waaronder Frankrijk en België, en ook in Afrika en Azie, wordt het 'do-re-mi'-systeem als absolute benaming gebruikt. Dan wordt de absolute toon 'c' aangegeven door de toon 'do'. Zo spreken de Fransen over ré majeur als ze de toonladder D groot in het absolute systeem bedoelen.

## Overzicht van soorten toonladders en reeksen

### Diatonische ladders
Toonladders met slechts secundes als intervallen:
Een voorbeeld is de traditionele toonladder do re mi fa sol la si do, waarbij de toonafstanden tussen mi en fa en die tussen si en do een kleine secunde vormen, en alle anderen een grote secunde. Deze ladders hebben een duidelijk hoorbaar tonaal centrum, en men neemt een grondtoon waar.
- Hexachord, 6-tonige voorloper van de majeurladder.
- Modaal: In modale muziek worden de 6 of 7 zogenaamde kerktoonladders of modi gebruikt.

- Tonaal:
  - Majeur: ook wel grote-tertstoonladder genoemd (de meest voorkomende toonladder)
  - Mineur: ook wel kleine-tertstoonladder genoemd. Hier zijn 3 variaties mogelijk
    - Natuurlijke mineurladder of melodisch dalend: kleine terts, kleine sext en klein septime, bijvoorbeeld c-d-es-f-g-as-bes-(c).
    - Harmonische mineurladder: kleine terts en sext, groot septime, bijvoorbeeld c-d-es-f-g-as-b-(c).
    - Melodische mineurladder of melodisch stijgend: kleine terts, grote sext en septime, bijvoorbeeld c-d-es-f-g-a-b-(c).

  - Zigeunertoonladder:
    - Spaanse zigeunerladder: variant op de majeurtoonladder: met verlaagde 2e en 6e toon. Voorbeeld: c-des-e-f-g-as-b-(c) Ook andere varianten komen voor.
    - Balkanladder: variant op mineurtoonladder, soms met verhoogde 4e toon. Voorbeeld: c-d-es-fis-g-as-b-(c)

  - Klezmertoonladders, varianten op zowel de mineurladder als de majeurladder.

### Toonreeksen
Sommige reeksen lijken tonaal of worden met tonale harmonie gecombineerd, en soms spreekt men ook hier van ladders. Soms ervaart men deze reeksen alsof er een tonaal centrum is, maar dat hoeft niet. Dit hangt van de harmonische context af.
- Pentatonische ladder of reeks: 5-tonige reeks. Er bestaan diverse mogelijkheden. Een voorbeeld is C, D, E, G, A. Pentatonische toonladders worden veel gebruikt in de blues.
- Bluesladder : 6-tonige reeks, gebaseerd op pentatonische ladder met één extra toegevoegde toon, de blue note. Meestal is dit de kleine terts, die naast de grote gebruikt wordt. Voorbeeld: C,D,Es,E,G,A
- Experimentele reeksen
  - Niet Diatonische Modi (Messiaen gebruikte veel zelfbedachte en exotische reeksen)
  - Voorbeeld van experimentele heptatonische (7-tonige) reeks: c-des-d-fis-g-gis-a-(c)
- Octotonische toonladder of reeks : 8-tonige reeks.
  - Voorbeeld: c-d-es-f-ges-as-a-b-(c) (afwisseling van grote en kleine secunde)
- Enneatonische toonladder of reeks: 9-tonige reeks
  - Voorbeeld: c-d-es-e-fis-g-as-bes-b-(c) (afwisseling van 1 grote en 2 kleine secundes)
- Equidistante toonladder of reeks: Hierbij is de afstand tussen de tonen steeds even groot. Een grondtoon, of tonica, is niet altijd aanwezig. Deze toonladders bezitten geen zwaartepunt of intern spanningsveld. Een voorbeeld is de hele reeks halve tonen op de piano.
  - Chromatische toonladder of reeks: Twaalf tonen per octaaf. Wat in de Romantiek ooit als kleuring begon, werd door de componisten van de Tweede Weense School geformaliseerd tot de dodecafonie of twaalftoonmuziek.
  - Hele-toonstoonladder of reeks: Er zijn maar twee mogelijke toonselecties voor hele-toonsladders, bijvoorbeeld:
    - C, D, E, F♯, G♯, A♯, C. (veelvoorkomend in werk van Claude Debussy)
    - C♯, D♯, F, G, A, B, C♯.

  - Kleine tertsenladder of reeks: (niet echt een ladder, maar eerder een reeks, of akkoord) 3 mogelijkheden:
    - E, G, A♯, C♯, E
    - F, G♯, B, D, F
    - F♯, A, C, D♯, F♯

  - Grote tertsenladder of reeks: (niet echt een ladder, maar eerder een reeks, of akkoord) 4 mogelijkheden:
    - E, G♯, C, E
    - F, A, C♯, F
    - F♯, A♯, D, E
    - G, B, D♯, G
- octaaf glissando: een uitzonderlijke vorm van octaafverdeling. Door permanente regelmatige stijging (of daling) van de toonhoogte, is er geen sprake meer van intervallen. De toonhoogte 'glijdt' van grondtoon naar octaaf (of andersom). Componisten als Xenakis gebruikten dit tevens als bouwsteen in composities. Een glissando zoals hier beschreven kan niet op een toetsinstrument gerealiseerd worden, echter wel vocaal, op diverse blaas- en strijkinstrumenten.

### Microtonaliteit en niet-westerse reeksen

##### Microtonale en overige reeksen
Er bestaan er nog vele alternatieve toonreeksen die men schaart onder de noemer Microtonale muziek.
- Natuurtonenreeks
- Toonreeksen die niet uitgaan van het octaaf als tweede (ervan uitgaande dat de grondtoon de eerste is) belangrijkste toon in de reeks. Bijvoorbeeld de Bohlen-Pierce verdeling.
- De 6e boventoonreeks, de septimalenreeks.
- 19-toonsverdeling, 19 gelijkzwevende tonen in plaats van 12.
- kwarttoonverdeling, 24 gelijkzwevende tonen in plaats van 12.
- 31-toonsverdeling, 31 gelijkzwevende tonen in plaats van 12.

##### Niet westers
- Exotische ladders en reeksen.
  - Voorbeeld: in Japan komt de pentatonische reeks voor, maar met diverse soorten microtonale afbuigingen in individuele tonen, bijvoorbeeld c,d,"valse e",g,"valse a",(c).
- (10) Thats ⇒ toonladders in Hindoestaanse en Carnatische muziek